# 리키 김
리키 김(Ricky Lee Neely, 김경호, 1981년 6월 19일 ~ )은 대한민국에서 활동하는 미국의 배우이다. 백인계 미국인 아버지와 한국인 어머니 사이에서 태어난 한국계 혼혈 미국인이다. 미국 텍사스주에서 태어나고 캔자스 주립 대학교 언론학을 전공하였다. 2005년 한국에 들어와 모델 일을 시작하였으며, 2008년 SBS 드라마《온에어》에서 에이든 리 역을 맡아 주목받기 시작하였다. 2009년 5월 뮤지컬 배우 류승주와 결혼하였다.

## 학력
- 캔자스 주립 대학교 언론학

## 출연 작품

### 텔레비전 드라마
- 2015년 JTBC 금토드라마 《순정에 반하다》
- 2013년 MBC 수목드라마 《앙큼한 돌싱녀》 ... 국여진 첫사랑 역 (특별출연)
- 2013년 MBC 수목드라마 《여왕의 교실》 ... 저스틴 선생님 역
- 2011년 tvN 월화드라마 《로맨스가 필요해》 ... 알렉스 역 (특별출연)
- 2011년 KBS2 《KBS 드라마 스페셜 연작 시리즈 - 완벽한 스파이》 ... 에릭 역
- 2011년 SBS 월화드라마 《마이더스》 ... 스티븐 리 역
- 2010년 SBS 월화드라마 《아테나: 전쟁의 여신》 ... 샤샤 (빅토르 서브첸코) 역
- 2010년 SBS 월화드라마 《제중원》 ... 헤론 역
- 2009년 MBC 수목드라마 《맨땅에 헤딩》 ... 막심 역
- 2008년 SBS 드라마스페셜 《온에어》 ... 에이든 리 역
- 2005년 SBS 드라마《패션 70's》... 미국 측 CIA 조사관 역

### 영화
- 《쉿! 그녀에겐 비밀이에요》 (2008년) ... 알버트 리 역

### 기타 프로그램
- SBS 《오! 마이 베이비》
- MBC EVERY1 《가족이 필요해 시즌3》
- KBS2 《출발 드림팀 시즌2》
- SBS 《정글의 법칙》
- XTM 《국가가 부른다》
- XTM 《SUPER BIKE》
- JTBC 《학교 다녀오겠습니다》